# Rudolf Sůva
Rudolf Sůva (23. srpna 1924, Smrčí – 6. dubna 2019) byl český lyžař a motocyklový závodník.

## Lyžařské kariéra
V roce 1947 obsadil druhé místo na mistrovství republiky ve skocích na lyžích, což mu vyneslo nominaci do širší reprezentace pro olympijské hry. Po vážné havárii v Jablonci, při které utrpěl zlomeninu pánve a kostrče, přestal trénovat skoky na lyžích a věnoval se pouze motocyklům.

## Závodní kariéra
V mistrovství Československa startoval v letech 1955-1960 v kategorii sidecarů. Spolujezdce mu dělali nejdřív Vladislav Budínský, od roku 1959 pak Jiří Třmínek. V závodě mistrovství ČSSR v Kdyni 1960 pak úspěšně zaskočil jako spolujezdec Josef Lukšík. V celkové klasifikaci mistrovství republiky skončil nejlépe v roce 1955 na 1. místě a v letech 1959 a 1960 na 2. místě. V mistrovství republiky startoval na motocyklu BMW 750 cm³, po změně sportovních řádů v roce 1960, kdy se začaly závody sajdkárů vypisovat pouze do 500 cm³, sedlal krátkou dobu ještě ex-tovární motocykl Jawa 500, který si upravil pro závody s postranním vozíkem. I na tomto stroji mu dělal spolujezdce Jiří Třmínek.

## Umístění
- Mistrovství Československa silničních motocyklů
  - 1955 sidecary – 1. místo
  - 1959 sidecary – 2. místo
  - 1960 sidecary – 2. místo